# Campeonato Europeo de Gimnasia en Trampolín de 2016
El XXV Campeonato Europeo de Gimnasia en Trampolín se celebró en Valladolid (España) entre el 31 de marzo y el 3 de abril de 2016 bajo la organización de la Unión Europea de Gimnasia (UEG) y la Federación Española de Gimnasia.
Las competiciones se realizaron en el Polideportivo Pisuerga de la ciudad española. 